# Dekanat północny (diecezja Nowej Anglii)
Dekanat północny – jeden z trzech dekanatów diecezji Nowej Anglii Kościoła Prawosławnego w Ameryce.
Na terytorium dekanatu znajdują się następujące parafie:
- Parafia Zmartwychwstania Pańskiego w Berlinie
- Parafia Zmartwychwstania Pańskiego w Claremont
- Parafia Trójcy Świętej w Springfield

Ponadto na terenie dekanatu działa placówka misyjna św. Jakuba Niecwietowa w Northfield Falls.